# Fabio Treves
Fabio Treves (Milano, 27 novembre 1949) è un cantante e armonicista italiano.

## Biografia
Fabio Treves, armonicista e cantante, è nato e cresciuto a Milano, in zona Città Studi/Lambrate (da cui il soprannome “Puma di Lambrate” in ricalco sul soprannome del famoso bluesman del Regno Unito John Mayall, detto a sua volta "il Leone di Manchester").
Si avvicina alla musica in tenera età, sfruttando la passione del padre Gaddo Treves: ascolta vecchie registrazioni su dischi da 78 giri e LP di musica classica, jazz, blues e fado portoghese. L'amore per la musica aumenta sempre più e il giovane Treves si applica da autodidatta allo studio di vari strumenti, finché nel 1965, assistendo al concerto degli Who al Palalido di Milano, scopre l'armonica a bocca.
Si afferma nella zona milanese e lombarda come armonicista blues, ispirato da armonicisti statunitensi quali Sonny Terry, Little Walter, Paul Butterfield, Alan Wilson, Sonny Boy Williamson.
Nel 1967 suona nel suo primo gruppo studentesco, il Friday Blues Group. Dopo alcune collaborazioni con altri gruppi, nel 1974 decide di formare una sua band sullo stile degli amati esempi statunitensi. Fonda la Treves Blues Band, che nel 2014 celebra i 40 anni di attività. In quegli anni incontra anche il chitarrista e armonicista texano, trapiantato in Italia, Cooper Terry, con cui avvierà un lungo sodalizio musicale.
Conosce e collabora con Dave Kelly, Pick Withers, Sunnyland Slim, Johnny Shines, Homesick James, Willie Mabon, Billy Branch, Dave Kelly, Paul Jones, Alexis Korner, Bob Margolin, Sam Lay, Louisiana Red, Pat Grover, Gordon Smith, Son Seals, Eddie Boyd.
Nel 1980 Fabio Treves ha registrato un album live con il chitarrista blues Mike Bloomfield ed ha suonato con Frank Zappa.
Nel CD Bluesfriends (2004)  figurano come ospiti Roy Rogers, Chuck Leavell, Willy De Ville, John Popper e Linda Gail Lewis.
Treves ha al suo attivo 21 dischi e un centinaio di collaborazioni con artisti italiani. Ha suonato la sua armonica nei dischi di: Angelo Branduardi, Pierangelo Bertoli,  Eugenio Finardi, Shel Shapiro, Pino Scotto, Giorgio Conte, Francesco Baccini, Marco Ferradini, Riccardo Cocciante, Ivan Graziani, nel brano di Mina (E poi...), Articolo 31 e Elio e le Storie Tese.
Fabio Treves ha partecipato a Festival Blues Internazionali e nel 1976 ha tenuto a battesimo una trasmissione di Blues a Milano, ha scritto due Guide al Blues e ha condotto su Rock FM Blues Express poi ha collaborato alla rivista musicale JAM con la rubrica Chi fa da sé, fa per 3ves…
Dal 2004 al 2023 ha condotto su LifeGate Radio la trasmissione Life in Blues.
Nel 2011 ha realizzato uno spettacolo musicale dal titolo Blues in Teatro e dalle registrazioni eseguite durante il tour nei teatri italiani è nato il cd live della TBB Blues in Teatro, pubblicato nel giugno 2011.
Nel 2013 ha collaborato alla stesura di Album biango, degli Elio e le Storie Tese.
Nel 2014 la TBB ha festeggiato i suoi 40 anni con un tour teatrale.
Il 7 dicembre 2014 a Fabio Treves è stato conferito l’Ambrogino d'oro, importante onorificenza del Comune di Milano.
Rolling Stone lo ha inserito nel numero speciale fotografico Le 100 facce della musica italiana, pubblicato nel febbraio 2015 da cui è derivata l'omonima mostra.
Nel 2015 Treves e la Treves Blues Band hanno fatto da supporter ai Deep Purple nel loro tour italiano e nel 2016 è stato eccezionale opening-act al concerto di Bruce Springsteen al Circo Massimo di Roma il 16 luglio.
Nel 2024 la TREVES BLUES BAND ha festeggiato i suoi 50 anni di ininterrotta carriera. Sono poche le band in Italia e nel mondo che possono vantare un simile traguardo! La TBB ha superato in mezzo secolo di vita cambiamenti epocali di mode e costumi, sorretta da un instancabile desiderio di far conoscere la bellezza e l’unicità della musica Blues. Per questo anniversario la TREVES BLUES BAND è stata in tour per incontrare tutti i suoi fans e celebrare questo meraviglioso traguardo. Il carismatico armonicista è accompagnato dalla storica formazione che vede il talentuoso Alex Kid Gariazzo alle chitarre, voce, mandolino, ukulele, il granitico Gabriele Gab D Dellepiane al basso e l’eclettico Massimo Serra alla batteria. 50 anni di TREVES BLUES BAND, lo spirito libero del Blues!
Nel 2024 e nel 2025 Fabio Treves e la sua band hanno avuto come ospite d'eccezione per 10 concerti LOU MARINI, il mitico sassofonista dei BLUES BROTHERS, con cui  si è creato un incredibile feeling musicale ed umano. 

Fabio Treves è stato docente di fotografia all'Umanitaria di via Pace a Milano ed è noto anche per la sua grande passione per il Milan.

## Discografia
- 1976 - Treves Blues Band (Red Record, VPA 112) a nome Treves Blues Band
- 1978 - The Country in the City (Red Record Records, VPA 140) a nome Fabio Treves
- 1979 - Blues, Rock & Country Things (Spaghetti Records, ZPLSR34057) con artisti vari
- 1979 - Two (Young Record Records, YN/B - 6001) a nome Treves Blues Band
- 1980 - Live in Italy (Mama Barley Records, M.B. 0001) con Mike Bloomfield
- 1985 - 3 (Buscemi Records, B1) a nome Treves Blues Band
- 1987 - Acoustics in Italy (Hi, Folks! Records, HF-003) con artisti vari
- 1988 - Sunday's Blues (Barley Arts Records, BAR 22701) a nome Fabio Treves
- 1992 - Red & Black Live! (Red & Black Records, RBR 001) con Cooper Terry
- 1993 - Jumpin' (La Drogueria di Drugolo S.r.l. Records,74321-16356-2) a nome Fabio Treves
- 1996 - Live (Red & Black Records) a nome Treves Blues Band
- 1997 - Blues Collection (Verve Records) con artisti vari
- 1998 - 2120 Michigan Avenue, Chicago, Italia (Il manifesto Records) con artisti vari
- 1999 - Jeepster (Red and Black Records, RBR 003) a nome Treves Blues Band
- 2001 - Blues Again (Red & Black Records, RBR 004) a nome Treves Blues Band
- 2002 - Simply the Blues (Zomba Records, 38592 23472) con artisti vari, 2 CD
- 2002 - Blues Express (Edel Records, 29758 396520) con artisti vari, 2 CD
- 2004 - Bluesfriends (Red & Black Records, RBR) con la Treves Blues Band
- 2006 - Blues Notes (Red & Black Records, RBR 006) con la Treves Blues Band, 4 CD
- 2008 - Live 2008 (Red & Black Records, RBR 007) con la Treves Blues Band, 2 CD
- 2011 - Blues in teatro (Red & Black Records, RBR 008) con la Treves Blues Band

## Strumentazione
- Armoniche Hohner Special 20
- Microfono Shure SM 58 e Green Bullet
- Amplificatore Fender Vibrolux Reverb del 1970

## Fuori dal palco

### In radio
Fabio Treves ha cominciato la sua carriera di dj radiofonico nel 1976 sull'emittente milanese Radio Popolare trasmettendo blues proveniente soprattutto dagli Stati Uniti fino al 1981
Dal 1993 al 2008 ha condotto su Radio RockFM il programma Blues Express dove, ha ospitato i musicisti ZZ Top, Johnny Lang e la Zappa Family.
Dal 2004 conduce su LifeGate Radio un programma di Blues intitolato Life in Blues.

### In TV
Ha partecipato alle trasmissioni televisive di Renzo Arbore L'altra domenica nel 1977, Quelli della notte nel 1985 e DOC nel 1988.
Dal 2008 a fine 2010 ha condotto sul canale satellitare Rock TV il programma Database con appuntamenti mensili al giovedì.

## Opere
- Marco Pastonesi e Fabio Treves, Guida al blues, Milano, Gammalibri, 1979
- Roberto Caselli e Fabio Treves, Blues Express, Multiplo, 1989